# Apteropteris
Genre
Apteropteris est un genre obsolète de la famille des Hyménophyllacées, mais aussi un sous-genre et une section issus des différentes révisions de la famille. 

## Description
La principale caractéristique du genre est un limbe réduit aux seules nervures avec la présence d'une abondante pilosité.

## Liste des espèces
La liste des espèces est issue de l'index IPNI - The international plant names index à la date de mai 2012 :
- Apteropteris applanata A.M.Gray & R.G.Williams (1979) : doit être classé dans le genre Hymenophyllum, sous-genre Sphaerocionium
- Apteropteris malingii (Hook.) Copel. (1938) : voir Hymenophyllum malingii (Hook.) Mett.

## Historique et position taxinomique
Edwin Bingham Copeland crée d'abord, en 1937, un sous-genre du genre Hymenophyllum : Hymenophyllum subgen Apteropteris.
En 1938, il en fait un genre à part entière avec comme espèce type et unique Apteropteris malingii (Hook.) Copel..
En 1968, Conrad Vernon Morton reprend le nom Apteropteris pour un faire une section du sous-genre Sphaerocionium du genre Hymenophyllum.
En 1982, Kunio Iwatsuki en fait un sous-genre du genre Sphaerocionium.
En 2006, Atsushi Ebihara, Jean-Yves Dubuisson, Kunio Iwatsuki, Sabine Hennequin et Motomi Ito placent les deux espèces qui ont été placées dans ce genre dans le genre Hymenophyllum, sous-genre Sphaerocionium.
En tant que genre, il est donc synonyme actuellement de Hymenophyllum subgen. Sphaerocionium.